# Hruzlîveț, Cervonoarmiisk
Hruzlîveț (în ucraineană Грузливець) este un sat în comuna Strîbij din raionul Cervonoarmiisk, regiunea Jîtomîr, Ucraina.

## Demografie
Componența lingvistică a localității Hruzlîveț
     Ucraineană (98,95%)
     Rusă (1,05%)
Conform recensământului din 2001, majoritatea populației localității Hruzlîveț era vorbitoare de ucraineană (98,95%), existând în minoritate și vorbitori de rusă (1,05%).